# Весна Димић
Весна Димић Илић (Београд, 6. новембар 1972) је српска истакнута интерпретаторка народне музике, староградских бисера и романси. Добитница престижних националних признања за допринос музичкој уметности Србије. Пева у дуету са Биљаном Петковић.

## Биографија
У родном граду завршава средњу и похађа нижу музичку школу. Велика наклоност према музици, опредељује је за музичко образовање и усавршавање гласа за соло певања.
Прве часове импостације гласа и соло певања, поседовала је код врхунских београдских уметника и педагога: Доротеје Спасић, Бранке Цвејић и Мирјане Влаовић. Тако је стекла прва знања, а боравећи у Москви наставила је учење соло певања код познатих музичких педагога на Државном институту за уметност у Русији. Тај период рада, озбиљно јој је утемељио нова сазнања из музичке области и допринео њеној музичкој каријери.

## Каријера
Њена музичка каријера почиње веома рано: као ученица основне школе први пут, са непуних 10 година, наступа у нашој највећој концертној дворани центра Сава, као члан хора у соло партијама Бетовеновог Реквијема, а после следе наступи у емисијама Знање-имање као и на фестивалу Златно славујче у Скопљу (где од жирија публике добија прву награду фестивала).
1987. године наступа на, тада популарном, Београдском пролећу као солиста дебитант.
Више пута је учествовала у ТВ емисијама на националној фреквенцији, као што су: Једна песма, једна жеља, Од бисера грана, Бисерница, Лети, лети песмо моја мила, Концерт на води, Играле се делије, Твоје песме, моји снови, Ризница најлепших песама и друге, које су веома гледане у земљи и расејању.
Унука је прослављене српске и југословенске вокалне уметнице Радмиле Димић. Године 2014. добила је званичан статус самосталног уметника.

## Фестивали и манифестације
- 1987. Београдско пролеће
- 1989. Фестивал народне музике "Караван", Београд, прва награда
- 2001. Фестивал народне музике "Амбасадор", Ниш, прва награда
- 2005. Фестивал народне и градске музике, Тиват
- 2005. Војвођанске златне жице, Нови Сад - Да ја имам срца три
- 2006. Златиборска песма - Златиборка, треће место
- 2006. Илиџа - специјална награда Раде Јовановић за очување традиционалне музике
- 2007. Војвођанске златне жице, Нови Сад - Мој Илија
- 2008. Фестивал народне музике, Златибор - Шта ћеш јој рећи
- 2010. Врњачка Бања - Растајемо се
- 2011. Врњачка Бања - Теби који ћутиш
- 2017. Фестивал "Драгиша Недовић", Крагујевац - Где си сада, мој драгане (дует са Биљаном Петковић)
- 2018. Сабор народне музике Србије, Београд - Ој месече, звездо сјајна, учесник обнове фестивала Београдски сабор
- 2019. Сабор народне музике Србије, Београд - Север, југ
- 2020. Видовдански концерт Ада Циганлија - признање за дуетско извођење
- 2020. Златна значка, Културно просветна заједница Србије за допринос култури
- 2020. Сабор народне музике Србије, Београд - Да нам роди Поморавље (дует са Биљаном Петковић)
- 2022. Сабор народне музике Србије, Београд - Мила брезо моја (дует са Биљаном Петковић)